# 公視新聞

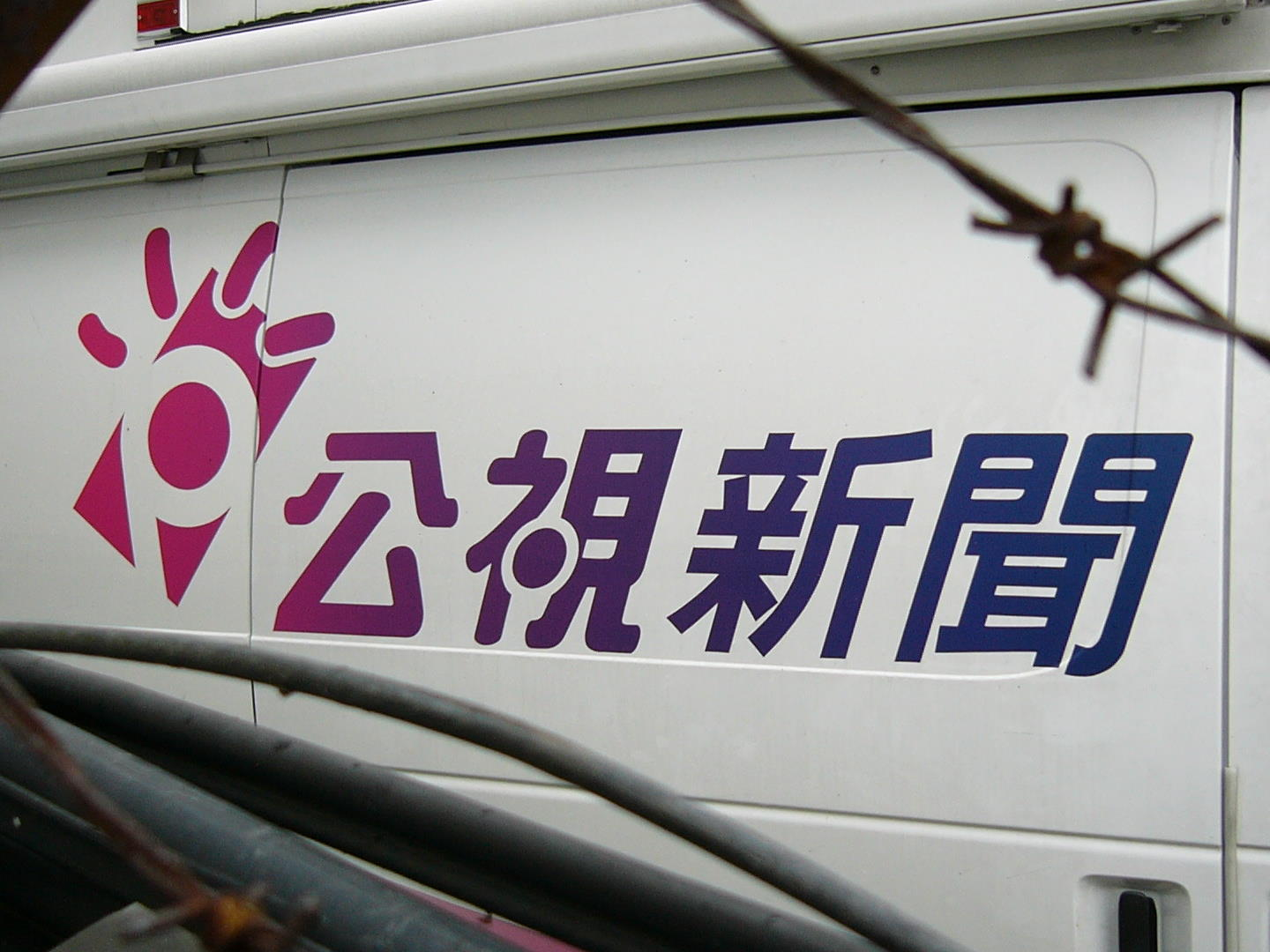
公視新聞SNG車769-BQ右側的公視新聞中文字樣

公視新聞（英語：PTS NEWS）是公共電視文化事業基金會新聞部製播的電視新聞節目總稱。雖然公視開播時就已設置新聞部，當時受限於中華民國法律《公共電視法》三讀的附帶決議，新聞部直到2002年7月1日才開始製作每日即時新聞。
公視新聞在公視主頻的主要國語新聞節目分別是晨間新聞節目《公視早安新聞》、午間新聞節目《公視午間新聞》、晚間新聞節目《公視晚間新聞》。
整體而言，公視新聞因為新聞內容淨化，幾乎看不到其他台灣新聞台的腥羶色場面，且素材多元，針對民生消費、台灣政經社會、人文環境、國際局勢等議題報導都極為深入；相較於台灣其他商業電視台，政治新聞立場也盡量客觀，並時常邀請國內專家學者討論時事新聞；再加上主播群平穩播報風格，使得公視新聞在台灣備受推崇、得到了各方很好的評價。

## 沿革
1997年5月31日，立法院三讀通過《公共電視法》，但附帶決議：公視在2002年7月1日以前（即公視開播四年內）不可製作每日即時新聞。由於公視最初營運資金仰賴行政院預算之捐贈，附帶決議之目的在於防止行政院以預算介入公視新聞之運作，以落實黨政軍退出媒體。
1998年7月1日，公視基金會成立、公視開播，新聞部推出論壇節目《圓桌論談》、論壇節目《民意高峰會》、新聞雜誌節目《大世紀》、新聞雜誌節目《原住民新聞雜誌》、新聞雜誌節目《Y視界》與紀錄片節目《全球部落》。《圓桌論談》邀集各界菁英針砭時政、提供建言，不開放call-in、也不跟著新聞動態來設定議題，主持人是方念華。《民意高峰會》針對民眾關心的民生、教育、文化等議題，每集邀集53位民眾來現場討論，是當時台灣電視史上直接參與討論人數最多的論壇節目，也是唯一「以民眾為主角，專家、官員兩邊坐」的節目，主持人是史英。《大世紀》是當時台灣唯一帶狀國際新聞節目，前期主持人為張駿瑩，後期主持人為東吳大學政治學系教授劉必榮，內容有敘有評，也有公視新聞部國際新聞組製作的單元〈解讀國際〉。《原住民新聞雜誌》標榜以台灣原住民族角度報導原住民族議題，第一代主持人為泰雅族人馬紹·阿紀。《Y視界》是青少年新聞雜誌節目，透過記者群的追蹤報導，或介紹青少年流行的新事物，或分析青少年福利政策，或與青少年分享心情故事，主持人是丁曉菁與張伊寧。《全球部落》是台灣第一個常態播映紀錄片的節目，不限涵蓋議題及表現方式，播映全球各地紀錄片工作者的作品。
1998年6月19日，公視新聞部簽訂「製播公約」，是台灣第一個新聞自主公約。1998年11月，公視深度報導節目《我們的島》開播，與環保人士合作記錄台灣自然環境的變化，宣傳環保意識。
1999年4月5日，公視節目大改版，每週一至週五22點整播出棋盤式塊狀節目《走過地球村》：每週一播出《我們的島》，每週二播出公視節目部負責的節目（無固定），每週三播出《生命地圖》，每週四播出《閱讀天下》，每週五播出《Y視界》；同時，《民意高峰會》改名為《民意電堂》，史英續任主持人。《生命地圖》報導小人物的感人故事，主持人是李文媛。《閱讀天下》是國際新聞深度報導節目，第一代主持人為廖咸浩，第二代主持人為楊照。1999年7月4日，公視第一個開放call-in的節目《部落面對面》開播，是專為台灣原住民製作的論壇節目，第一代主持人是童春慶（已於2008年12月停播，2009年4月起於原住民族電視台播出同類節目《原地發聲》）。
1999年9月，為了整合資源，公視新聞部決定：⑴結束《生命地圖》、《閱讀天下》與《Y視界》；⑵《我們的島》移交公視節目部製作；⑶《圓桌論談》改名為《公視論談》，繼承原型態及精神；⑷《全球部落》自1999年12月起停播，改播同類節目《紀錄觀點》。1999年10月4日，公視氣象新聞節目《新氣象主義》開播，每天播兩節，每節30分鐘，主播是李富城，內容有氣象情報、氣象諺語、氣象小百科與民生議題相關專題報導。1999年12月6日，公視深度報導節目《公視新聞深度報導》開播，主播是公視新聞部經理馮賢賢和東吳大學政治學系教授劉必榮，首播時間為每天19點整至20點整，馮賢賢負責國內要聞專題，劉必榮負責國際新聞分析（這是從《大世紀》合併進來的）；以深入探訪的方式，針對事件作專題或系列的剖析；前後兩段深度報導中間，穿插人物專訪、原住民專題報導等單元。
2001年4月9日起，原本在每天22點整播出的公視新聞節目《大世紀》分成兩個節目：劉必榮主播的《七點看世界》（每星期一至五19點整播出）及葉明蘭、林建成主播的《公視新聞深度報導》（每星期一至五21點30分播出）；另外，劉淇榕擔任氣象主播。
2002年7月1日，公視新聞改版：公視國語晚間新聞節目《公視晚間新聞》開播，播出時間為每星期一至五21點整到22點整，葉明蘭、林建成、馬紹·阿紀擔任主播；國際新聞節目《全球現場》開播，播出時間為每星期一至五19點30分到20點整，劉必榮擔任主播兼任解析，林建成為代班主播；國際新聞節目《寰宇新鮮報》開播，播出時間為每星期一至五19點整到19點30分，張玉菁擔任主播。2003年2月17日，《公視晚間新聞》播出時間自21點移至19點，《全球現場》改由東吳大學政治學系副教授羅致政擔任主播。
2003年3月10日，公視新聞與大眾廣播策略聯盟，KISS Radio自該日起每週一至週五19:00～19:03播出公視新聞提供的3分鐘當日新聞提要（後因KISS Radio整點新聞改「半點」播出，已改為每週一至週五17:30~17:32播出）。
2004年2月14日與2月21日，公視、澄社、《聯合報》、《中國時報》、《自由時報》與《台灣日報》合辦2004年中華民國總統大選電視辯論會，是中華民國選舉史上第一場總統大選電視辯論會。
2005年4月28日，公視與台灣智庫合辦三場修憲電視辯論會。2005年5月4日至10月底，公視轉播美國職棒大聯盟28場季賽（內含15場王建民出賽場次與2場陳金鋒出賽場次）與15場季後賽（內含1場王建民出賽場次），創下公視開台以來收視佳績。
2005年8月31日，公視成立「新聞申訴處理小組」。2005年9月29日，公視舉辦台灣第一場審議式電視辯論會《頭家總質詢 縣長來面試》。2005年10月19日，公視與《中國時報》合辦「二次金改大辯論」。2005年11月13日，公視與台灣民主基金會合辦「台北縣長候選人電視政見辯論會」。
2005年，公視專為聽覺障礙人士製播的《公視手語新聞》開播，播出時間是每週一至週五21點45分至21點55分，主播是聽障模特兒王曉書。王曉書請假時，通常是由陳濂僑或林麗君代班。2006年8月7日起，《公視手語新聞》停播。2006年9月11日至2008年2月29日，改由《手語資訊站》繼續服務聽覺障礙人士。《手語資訊站》的播出時間是每週一至週五8時30分至8時55分，主持群與《公視手語新聞》相同。
2006年8月7日起，《公視晚間新聞》與《全球現場》的播出時間再更動：《全球現場》改為每週一至週五19點整至19點55分播出，《公視晚間新聞》改為每週一至週五20點整至20點55分播出、每週六至週日20點整至20點25分播出，兩者片頭動畫均加註台灣公廣集團的標誌；而《公視晚間新聞》是台灣地面電視業界主頻道中唯一於八點檔時段播出的新聞節目。
2007年1月1日，依據《無線電視事業公股處理條例》第十四條第三項，客家電視台、原住民族電視台與台灣宏觀電視加入台灣公廣集團，公視2個新聞雜誌節目《原住民新聞雜誌》、《客家新聞雜誌》分別移交原住民族電視台與客家電視台首播。
2007年1月15日至6月1日，中華電視公司（華視）新聞雜誌節目《華視新聞雜誌》改名為《TBS華視新聞雜誌》，改由華視新聞部與公視新聞部聯合製作；2007年6月1日，公視新聞部結束參與製作《TBS華視新聞雜誌》；2007年6月8日，《TBS華視新聞雜誌》改名為《華視新聞雜誌》，恢復由華視新聞部製作。
2007年7月1日，公視新聞雜誌節目《獨立特派員》（英語：In-News）開播，吳東牧製作，丁曉菁主持，標榜「抗權勢，說真話」，每週日20點30分至20點55分首播。2007年8月6日，公視新聞大改版：《全球現場》改為每週一至週五19點整至19點25分首播；勵馨社會福利事業基金會執行長紀惠容主持的論壇節目《尖鋒對話》（英語：Citizen Forum）開播，每週一至週五19點30分至19點55分首播；《公視晚間新聞》在螢幕下方添加滾動字幕預告該日內容及摘錄中央社新聞（已經在2007年10月終止），並更換片頭動畫。
2008年3月3日，公視新聞大改版：《公視晚間新聞》維持現狀，《全球現場》、《尖鋒對話》與《手語資訊站》停播；《公視手語新聞》復播，每週一至週五8點整至8點30分首播；《獨立特派員》改為每週三22點整至22點30分首播；每天19點整至20點整首播陳信聰製作的論壇節目《有話好說》，分為〈時事論壇〉（史英主持，每週一至週五首播）、〈NGO觀點〉（紀惠容主持，每週六首播）與〈南部開講〉（地球公民協會執行長李根政主持，每週日首播）；每天11點56分至12點26分首播國語午間新聞節目《公視午間新聞》，每天12點26分至13點整首播閩南語午間新聞節目《公視中晝新聞》，每天17點56分至19點整首播閩南語晚間新聞節目《公視暗時新聞》；同年6月30日《公視午間新聞》停播，《公視中晝新聞》提前至每日12點開始首播並且在每週一至週五延長為1小時（即播至13點整），週六、日維持30分鐘（播至12點30分）。
2008年5月1日，高雄廣播電台和公視合作聯播《公視午間新聞》（因《公視午間新聞》停播，改播《公視中晝新聞》）、《公視暗時新聞》、《公視晚間新聞》。
2009年4月27日，選輯《PeoPo公民新聞平台》新聞影片而成的公民新聞節目《PeoPo公民新聞報》開播，公視主頻道播映時間為每週一至週五8點25分與23點55分，公視2台播映時間為每週一至週五6點55分至7點整與9點50分至10點整。
2010年7月5日，《公視晚間新聞》全新改版，此次改版重點為改在華視耗資約新台幣兩千萬元打造的3D全虛擬攝影棚錄影，同時亦全面革新片頭動畫及新聞鏡面。
2011年5月16日，《公視晚間新聞》全面更新片頭動畫、新聞鏡面及攝影棚佈景（真實場景），片頭動畫啟用新版中英雙語標準字，新版標準字以「PTS Evening News」取代舊版標準字「PTS News」。2011年6月18日，《全球現場》復播，時間為每週六至週日20點30分至21點整，每週六定名為《全球現場－深度週報》，每週日定名為《全球現場－漫遊天下》。
2012年5月28日，公視新聞大改版：《公視晚間新聞》播出時間改為每週一至週五19點整至20點整及每週六至週日19點整至19點30分，《全球現場》播出時間改為每週六至週日19點30分至20點整，《有話好說》播出時間改為每週一至週三20點整至21點整，《有話好說－NGO觀點》播出時間改為每週四20點整至21點整，《有話好說－南部開講》播出時間改為每週五20點整至21點整。
2012年7月1日，公視新聞部設立新聞網站《公視新聞議題中心》（PNN），吳東牧擔任製作人，林建成為主編，藉由網路社群即時發佈公視新聞部相關節目影片及報導社會爭議議題。
2014年1月，公視新聞大改版，《全球現場》於1月4日全面更新片頭動畫、新聞鏡面及攝影棚佈景，《公視晚間新聞》於1月6日全面更新片頭動畫、新聞鏡面及攝影棚佈景。
2014年12月22日起，《公視中晝新聞》更新片頭動畫、新聞鏡面及《公視暗時新聞》、《公視晚間新聞》更新攝影棚佈景。
2015年1月，《獨立特派員》播出時間改為每週日11點，後決定節目依然在每週三22點播出。
2016年3月7日，公視新聞改版，各節新聞全面改以HD高畫質製作，並同時更換新聞片頭動畫、新聞鏡面和新聞開場音樂（包含全球現場），且各節新聞的片頭動畫、開場音樂皆相同（《公視手語新聞》除外）。
2016年6月2日，公視舉辦國語晨間新聞節目《公視早安新聞》發表會，公視董事長邵玉銘、公視總經理丘岳、公視新聞部經理黃明明均出席；《公視早安新聞》為台灣首創晨間國語、英語雙語接力現場直播新聞節目，蘇啟禎擔任首任製作人，事前徵選主播，從應徵者30人中選出「陽光版口譯哥」張家福與前民間全民電視公司（民視）新聞部氣象主播涂恩晨擔任平日雙主播，POP Radio DJ梅爾文與中華民國外交部公眾外交協調會英語翻譯科口譯員陳珮馨擔任假日雙主播。
2016年6月6日，《公視早安新聞》開播，播出時間為每天7點到8點，前半小時為國語播報，後半小時為英語播報。
2016年7月6日，公視主頻升級高解析度訊號播出，各節新聞（含《公視新聞報》）正式改以高畫質播出。
2016年7月18日，公視主頻播出《公視整點新聞》，平日14:00~17:00播出（每節5分鐘）。2017年4月3日，《公視整點新聞》停播，《公視新聞報》恢復播出。
2017年7月31日，《公視早安新聞》全程以國語播報新聞，原英語播報部分則改至每週一至週五於23:45~24:00於公視主頻播出。公視主頻並從該日起播出《新聞全球話》，於每週一至週三23:00~23:45預錄播出。

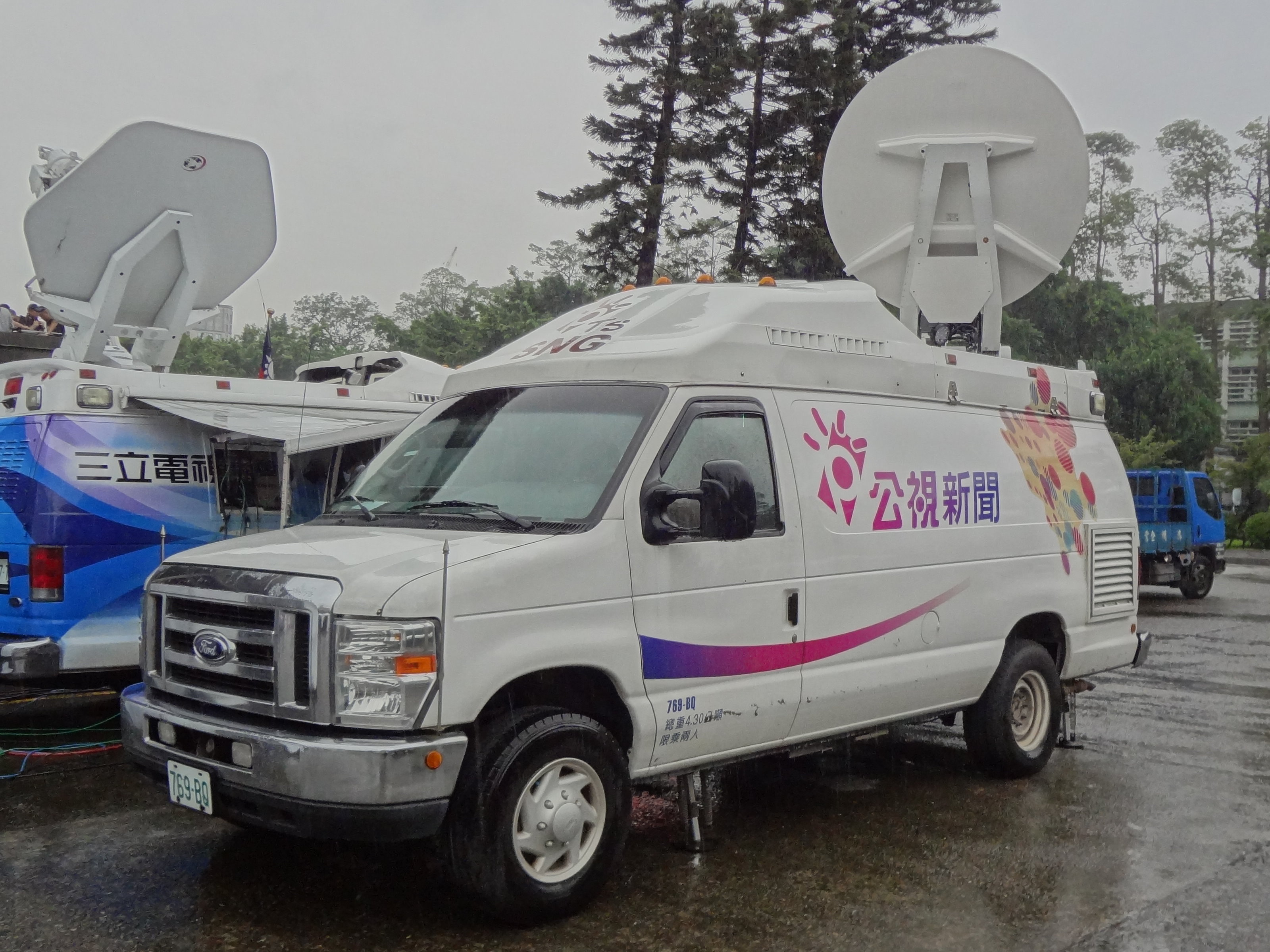
公視新聞SNG車769-BQ

2018年4月2日，公視開播《公視印尼語新聞》、《公視泰語新聞》和《公視越南語新聞》，分別在每週一至週五早上06:55、07:55和08:55播出，每節5分鐘。
2019年7月1日，公視2台更名为公視台語台，並新設晨間（《早起新聞》，每日09:00）、下午（《下晡新聞》，週一至週五15:00）、晚間（《下暗新聞》，每日19:00）三節新聞時段，并于每日午間12:00與公視主頻聯播《中晝新聞》。
2021年1月4日，《公視中晝新聞》、《公視暗時新聞》、《公視晚間新聞》及談話性節目《有話好說》更新攝影棚布景。
2021年9月6日，公視新聞更換新聞片頭動畫，背景大致相同，但顏色依時段作區隔（早安新聞、中晝新聞為橘底；暗時新聞、晚間新聞為深藍底）；另越南語新聞、印尼語新聞、泰語新聞、公視新聞報、新聞全球話與英語新聞為紅底。《公視中晝新聞》、《公視暗時新聞》的台羅拼音從開播時的「Tâi-gí sin-bûn」（即「台語新聞」）分別正名為「Tiong-tàu sin-bûn」與「Àm-sî sin-bûn」。
2022年2月，遭遇大量資料遺失，公視基金會向同集團的華視協調採購新聞畫面支援。同年6月6日，《公視暗時新聞》停播；《新聞全球話》改為週一至週五18:30~19:00播出，由預錄改為現場直播；《公視晚間新聞》的代表顏色從深藍底改為紅底。
2023年7月3日，公視新聞更換片頭動畫及新聞鏡面。
2025年5月29日，《有話好說》播出最後一集，節目停播。
2025年6月30日，公視新聞節目改版。各節新聞更換新聞片頭動畫與新聞鏡面，並啟用全新攝影棚佈景。原於每日12:00播出的《公視中晝新聞》調整為僅公視台語台播出，同時段公視主頻復播國語午間新聞節目《公視午間新聞》。原於週一至週五18:30播出的國際新聞時事節目《新聞全球話》改至20:00播出，並更名為《8點新世界》。原於週一至週四20:00播出的新聞論壇節目《有話好說》改版為《尖鋒對話》，播出時間為週一至週五20:30~21:00，主持人為TVBS新聞台前主播彭志宇。原於週五20:00播出的《南部開講》改版為《在地旅行》，改至18:30播出。《公視越南語新聞》、《公視印尼語新聞》、《公視泰語新聞》首播時間調整為週一至週五24:00~24:30，原08:30~09:00時段調整為錄影重播。

## 制作节目

### 播出中

#### 国语
新闻报导
- 公視早安新聞

每日07:00於公視主頻首播，平日播出至08:00，假日播出至07:30
- 公視午間新聞

每日12:00於公視主頻首播，平日播出至12:55，假日播出至12:30；曾於2008年3月3日~2008年6月29日間播出
- 公視晚間新聞

每日19:00於公視主頻首播，平日播出至19:57，週末假日播出至19:30
- 8點新世界

接替原國際新聞節目《新聞全球話》；週一至週五20:00~20:30於公視主頻首播
公民新聞
- PeoPo公民新聞報

週一至週五12:55~13:00於公視主頻首播
深度报导
- 我們的島

週一22:00~23:00於公視主頻首播
- 獨立特派員

週三22:00~23:00於公視主頻首播
- 全球現場

週末假日19:30~20:00於公視主頻首播，週六播出《深度週報》，週日播出《漫遊天下》
政论、情报
- 尖鋒對話

接替原新聞論壇節目《有話好說》；週一至週五20:30~21:00於公視主頻首播
- 在地旅行

接替原新聞論壇節目《南部開講》；著重報導台灣中、南部地域風土民情，週五18:30~19:00於公視主頻首播

#### 手语
新闻报导
- 公視手語新聞

週一至週五08:00~08:28於公視主頻首播；使用台灣手語，国语配音

#### 台语
新闻报导
- 公視早起新聞

平日09:00~10:00於公視台語台首播；字幕使用台閩漢字。
- 公視中晝新聞

平日12:00~12:55於公視台語台首播；字幕使用台閩漢字。
- 公視下晡新聞

每日15:00於公視台語台首播，平日播出至16:00，假日播出至15:30；字幕使用台閩漢字。
- 公視下暗新聞

每日19:00於公視台語台首播，平日播出至20:00，假日播出至19:30；字幕使用台閩漢字。

#### 越南語
- 公視越南語新聞

週一至週五24:00~24:08於公視主頻首播。週一至週五08:30~08:38為重播時間。

#### 印尼語
- 公視印尼語新聞

週一至週五24:10~24:18於公視主頻首播。週一至週五08:40~08:48為重播時間。

#### 泰語
- 公視泰語新聞

週一至週五24:20~24:28於公視主頻首播。週一至週五08:50~08:58為重播時間。

### 已停播
- DIMO行動新聞

Dimo TV時期播出
- 公視暗時新聞

每日18:30~19:00於公視主頻首播；字幕使用華語；2008年3月3日~2022年6月5日
- 公視英語新聞（英語：PTS English News）

週一至週五23:45~00:00於公視主頻首播；2017年7月31日~2023年3月31日
- 全民抗疫特別報導

2021年5月31日~2021年6月25日14:00~15:00於公視主頻直播。轉播中央流行疫情指揮中心記者會，並邀請來賓討論，由許雅文主持、播報。
- 公視新聞報

2025年4月24日為最後播出日，週一至週五15:58~16:00、16:58~17:00於公視主頻首播
- 有話好說

2008年3月3日～2025年5月29日20:00~21:00於公視主頻直播。
- 新聞全球話

2017年7月31日起週一至週三23:00-23:45預錄播出；2022年6月6日起至2025年6月27日，調整時段至週一至週五18:30~19:00於公視主頻首播

## 現任主播群

### 台語主播
| 台語主播 | 台語主播 | 台語主播 |
| -------- | -------- | -------- |
| 陳詩童   | 陳姝君   | 許恆慈   |
| 陳稷安   | 許智偉   | 歐芸榕   |
| 鄭家和   | 張曼廷   | 蘇媚     |
| 鄭雅存   | 陳怡臻   | 邱丹霓   |
| 郭柏均   | 買湘瑩   | 蔡雨欣   |
| 呂尚儒   |          |          |

### 國語主播
| 國語主播 | 國語主播 | 國語主播 |
| -------- | -------- | -------- |
| 李曉儒   | 黃姵涵   |          |
| 蔡慧玲   | 朱鳳治   | 黃立偉   |
| 鄭惟仁   | 黃韻玲   | 呂玠鋆   |

### 手語主播
| 手語主播 | 手語主播 | 手語主播 |
| -------- | -------- | -------- |
| 王曉書   | 牛暄文   |          |

## 節目主持人

### 主頻
| 主持人 | 節目名稱       |
| ------ | -------------- |
| 黃明明 | 《8點新世界》  |
| 陳廷宇 | 《獨立特派員》 |
| 李曉儒 | 《全球現場》   |
| 吕宗芬 | 《在地旅行》   |
| 彭志宇 | 《尖鋒對話》   |

### 台語台
| 主持人 | 節目名稱       |
| ------ | -------------- |
| 石牧民 | 《台灣新眼界》 |
| 洪敏真 | 《新聞看南方》 |
| 蘇媚   | 《新聞世界通》 |
| 王介村 | 《台灣記事簿》 |

## 獲獎與榮譽
| 年份   | 獲提名       | 獎項                                | 結果 |
| ------ | ------------ | ----------------------------------- | ---- |
| 2008年 | 公視晚間新聞 | 第7屆卓越新聞獎電視類每日新聞節目獎 | 獲獎 |

## 評價
- 台灣媒體觀察教育基金會董事長管中祥認為：「黨政軍退出三台後，進入的商業力量不但難以解決政治控制媒體的問題，更可能帶來商業競爭的種種弊病。包括胡忠信在內的『能者』都一定知道：若要媒體公正、客觀與多元呈現，並不能天真的以為只要黨政軍退出三台就能達成；如何限制黨政力量借屍還魂、如何引進公共力量，才是真正的解決之法。其實，解決妙方就在眼前：台灣公共電視的新聞雖然不夠聳動、刺激，也不會將藍、綠政客當作大俠或魔鬼般的讚揚與厭棄，但至少聽不到親藍或親綠的批評。」[32]
- 前華視新聞部經理陳季芳說：「我敢拍胸脯保證：公視裡不管是誰，上至董事長，下至小記者，都不會當綠色的打手，也不會是藍色的附庸。他們恨不得在日正當中的驕陽下，做一個沒有影子的旗手。他們拋開私下的立場，努力站得筆挺，不偏不倚，不藍不綠，讓大家高興，讓大家沒話說；但是，他們就是做不到。他們做不到，並不是受到了外力的影響──誰敢影響他們啊？他們編輯自主，盡了全力去做，公正公正公正，但就是做不到。......公視記者拿到了新聞線索或資料，只要一句話『這個我們公視不會要』，就可以擺到一邊去了！人呢，當然也在另一邊涼快。所以，公視就那麼一點時間播新聞，新聞還經常不夠，只得拿華視的來湊；還不夠，就花錢買囉。......這就是公視新聞：養了一堆不跑新聞的人，還得花錢買新聞，納稅人的錢不花真是白不花。有本事就把殺人放火的新聞跑出公視精神來嘛！哈哈，何必自找麻煩。......我本來以為，無用、失意的記者只能去教書當學者；現在發現他們還有一個地方可以去，就是公視。在公視隨便怎麼幹都可以，反正是『內部自決』；自己打孩子，那還不好解決？」[33]

## 多媒體

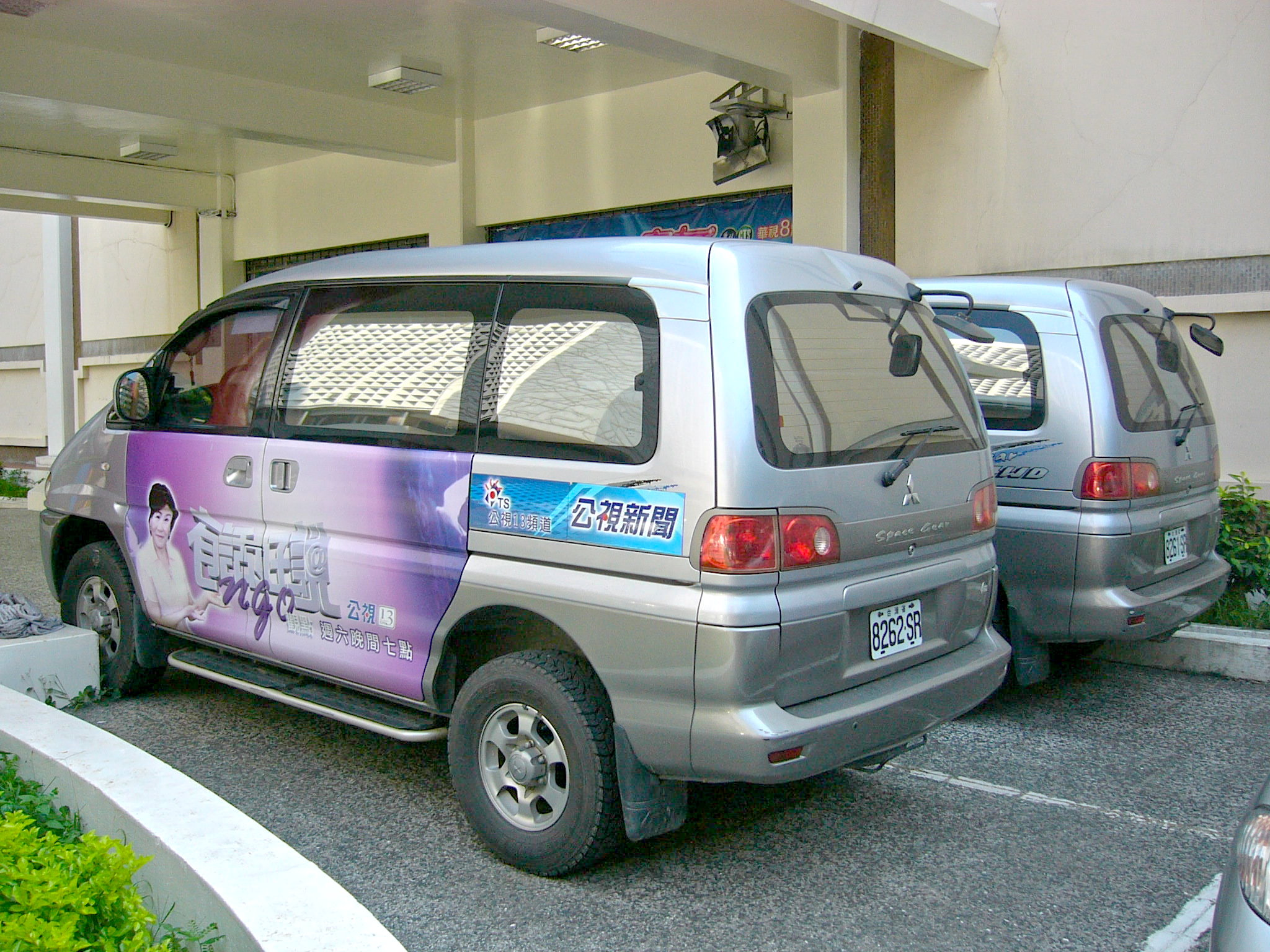
公視新聞採訪車8262-SR，車型為三菱Space Gear 4WD 拍攝於2010年6月7日
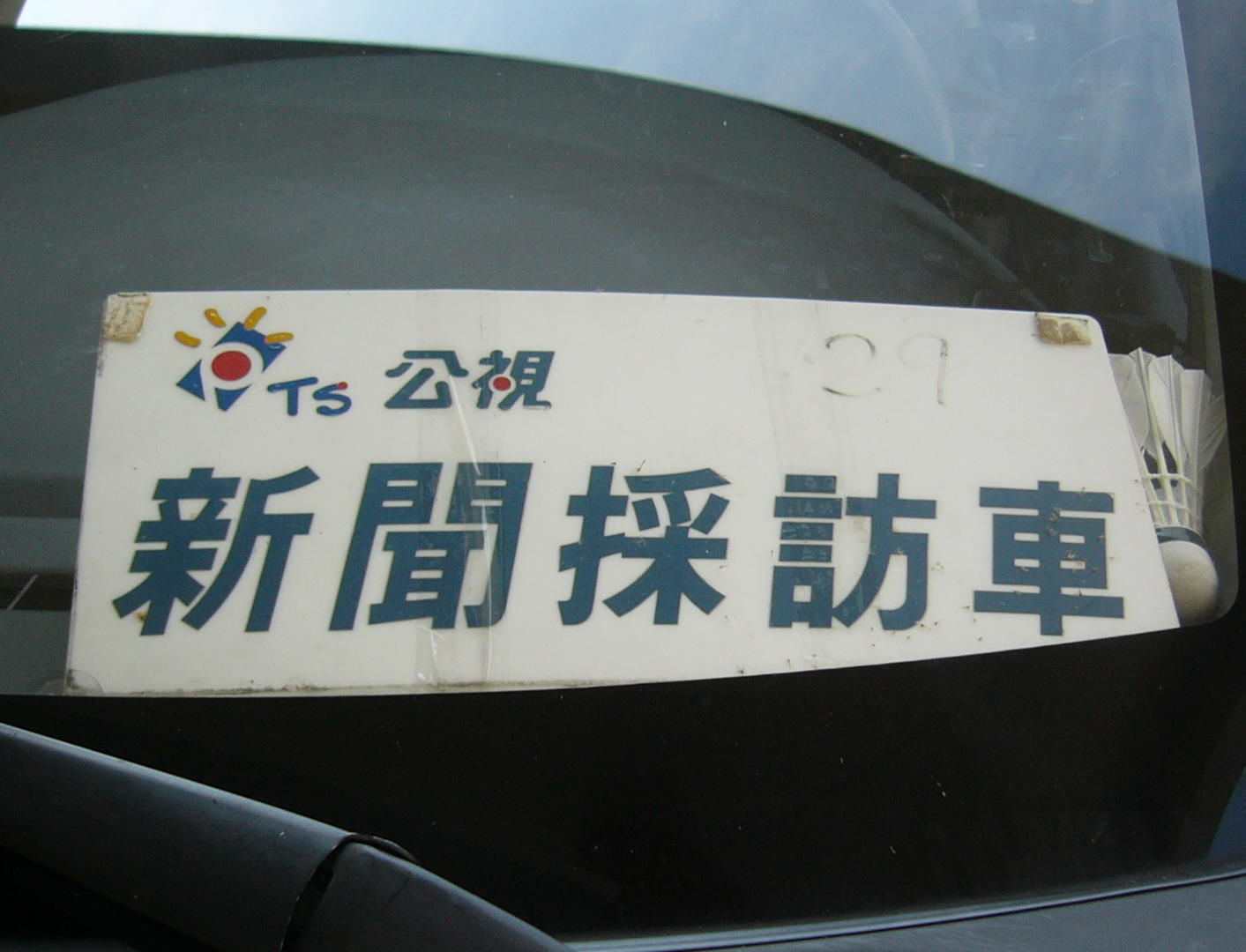
公視新聞採訪車標示牌1 拍攝於2010年6月7日
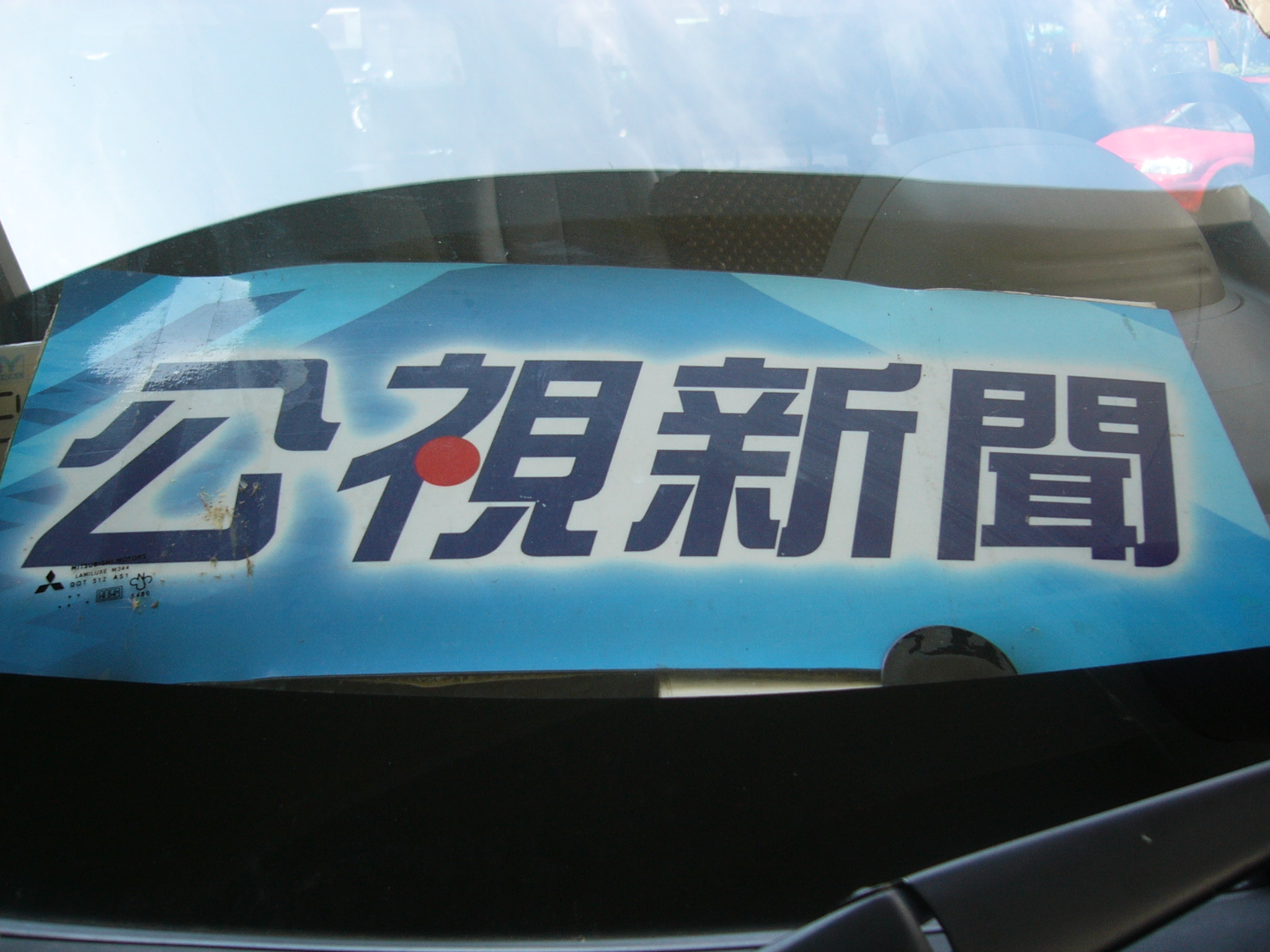
公視新聞採訪車標示牌2 拍攝於2010年6月7日

## 外部連結
- 公視新聞網（页面存档备份，存于）
- 公視新聞的Facebook專頁
- 公視新聞的Instagram帳戶
- YouTube上的公視新聞頻道